# 普羅格雷索省
普羅格雷索省（El Progreso）是瓜地馬拉的一個省，位於該國東部。面積1,922平方公里，2002年人口139,490人。首府瓜斯塔托亞。
下分8市。